# Choi Jin-ho
Choi Jin-ho (Hangul: 최진호, RR: Choe Jin-ho), es un actor surcoreano.

## Biografía
Antes de convertirse en actor, fue deportista de judo desde la secundaria hasta el segundo año de la universidad.

## Carrera
Es miembro de la agencia Origin Entertainment (오리진 엔터테인먼트).
Choi Jin-ho es conocido por dar vida a villanos.
En 2007 apareció como miembro del elenco recurrente de la serie Time Between Dog and Wolf donde dio vida al presidente Park, un miembro del grupo Group y jefe de la región de Gangnam.
El 9 de junio de 2011 realizó una aparición especial durante el sexto episodio de la popular serie City Hunter donde interpretó a Hudson, un traficante de armas militares de Estados Unidos.
En octubre de 2013 se unió al elenco recurrente de la serie The Heirs donde dio vida a Choi Dong-wook, el controlador, mujeriego y violento padre de Choi Young-do (Kim Woo-bin), así como el presidente de "Zeus Hotel Group".
El 21 de enero de 2015 apareció en la película Gangnam 1970 (también conocida como "Gangnam Blues") donde interpretó a Park Seung-goo, el hombre más poderoso de un partido político que conspira con la mafia coreana para mantener su poder.En julio del mismo año se unió al elenco recurrente de la serie Assembly donde dio vida a Jo Woong-kyu, un miembro de la oposición parlamentaria. En noviembre del mismo año año se unió al elenco recurrente de la serie Oh My Venus donde interpretó a Min Byung-wook, el confiable secretario de Kim Young-ho (So Ji-sub) y su familia.
El 19 de enero de 2016 realizó una aparición invitada durante el cuarto episodio de la serie Moorim School donde dio vida a Kim Dae-sung, el representante de D.S. En marzo del mismo año se unió al elenco recurrente de la serie Mrs. Cop 2 donde interpretó a Baek Jong-shik, un miembro de "EL Capital". En noviembre del mismo año se unió al elenco recurrente de la serie Romantic Doctor, Teacher Kim (también conocida como "Dr. Romantic") donde dio vida al doctor Do Yoon-wan, un médico y director del Hospital Universitario Geosan, hasta el final de la serie en enero del 2017.
En junio de 2018 se unió al elenco recurrente de la serie surcoreana Life on Mars donde interpretó a Ahn Min-shik, un inspector durante 1988 y un cirujano durante el año 2018. En julio del mismo año se unió al elenco recurrente de la serie Mr. Sunshine donde dio vida a Lee Se-hoon, el arrogante y corrupto ministro de relaciones exteriores cuyas acciones llevan indirectamente a la muerte de la familia de Eugene Choi (Lee Byung-hun).
En febrero de 2019 se unió al elenco recurrente de la serie Item donde interpretó a Lee Han-gil, el fiscal general adjunto quien asiste al asesino Jo Se-hwang (Kim Kang-woo).El 5 de junio del mismo año realizó su primera aparición especial en la serie Search: WWW donde dio vida a Joo Seung-tae, un asambleísta del partido Nueva Corea. En julio del mismo año se unió al elenco recurrente de la serie Designated Survivor: 60 Days donde interpretó a Kim Dan, el director de la estación de difusión "TBN". En octubre del mismo año se unió al elenco recurrente de la serie Extraordinary You donde dio vida a Baek Dae-sung, el padre del estudiante Baek Kyung (Lee Jae-wook).
En enero de 2020 se unió al elenco recurrente de la serie Romantic Doctor, Teacher Kim 2 (también conocida como "Dr. Romantic 2") donde volvió a interpretar al poderoso y manipulador doctor Do Yoon-wan, quien ahora como el nuevo presidente de la fundación de Geodae busca bajo cualquier medio desacreditar al Hospital Doldam y a sus médicos, hasta el final de la serie en febrero del mismoa año.En noviembre del mismo año se unió al elenco de la serie Awaken (también conocida como "Night and Day") donde dio vida a Son Min-ho.
En febrero de 2021 se unió al elenco recurrente de la serie Freak, donde interpretó al sacerdote Han Ki-hwan.

## Filmografía

### Series de televisión
| Año     | Título                         | Personaje                               | Notas                             | Ref.          |
| ------- | ------------------------------ | --------------------------------------- | --------------------------------- | ------------- |
| 1991    | Magpie Daughter in Law         | -                                       |                                   |               |
| 1993    | To Live                        | -                                       |                                   |               |
| 1994    | Because of You                 | -                                       |                                   |               |
| 1995    | You Said You Love Me           | -                                       |                                   |               |
| 1996    | Splendid Holiday               | -                                       |                                   |               |
| 1997    | Sea of Ambition                | Director Kim                            |                                   |               |
| 1999    | Beautiful Secret               | -                                       |                                   |               |
| 1999    | Magic Castel                   | -                                       |                                   |               |
| 2001    | Tender Hearts                  | -                                       |                                   |               |
| 2003    | South of the Sun               | Min Dae-ri                              |                                   |               |
| 2003    | Dae Jang Geum                  | Líder de Wae-goon                       |                                   |               |
| 2004    | Toji, the Land                 | General de la Policía Militar           |                                   |               |
| 2007    | Time Between Dog and Wolf      | Presidente Park                         |                                   |               |
| 2007    | New Heart                      | Asistente del Primer Ministro Británico |                                   |               |
| 2010    | Dandelion Family               | -                                       |                                   |               |
| 2010    | Athena: Goddess of War         | -                                       |                                   |               |
| 2011    | City Hunter                    | Director Hudson                         | Aparición especial, ep. 6         |               |
| 2011    | Ojakgyo Family                 | Manager Kim                             |                                   |               |
| 2012    | Phantom                        | Dam Sa-myeong                           | Aparición especial                |               |
| 2012    | My Lover, Madame Butterfly     | -                                       |                                   |               |
| 2013    | Incarnation of Money           | Lee Kwan-soo                            |                                   |               |
| 2013    | The Heirs                      | Choi Dong-wook                          |                                   |               |
| 2014    | You're All Surrounded          | Park Seung-oh                           | Aparición especial, ep. 1         |               |
| 2014    | Liar Game                      | Director Jang                           |                                   | [ 15 ]        |
| 2015    | Thank You My Son               | Jang Hyeong-joon                        | 2 episodios                       |               |
| 2015    | Assembly                       | Jo Woong-kyu                            |                                   |               |
| 2015-16 | Oh My Venus                    | Min Byung-wook                          |                                   |               |
| 2016    | Moorim School                  | Kim Dae-sung                            | Aparición especial, ep. 4         |               |
| 2016    | Mrs. Cop 2                     | Baek Jong-shik                          |                                   |               |
| 2016    | Jackpot                        | Jung Hee-ryang                          |                                   |               |
| 2016-17 | Romantic Doctor, Teacher Kim   | Dr. Do Yoon-wan                         |                                   |               |
| 2017    | Circle                         | Neurocientífico                         | Aparición especial                |               |
| 2018    | Life on Mars                   | Ahn Min-shik                            |                                   |               |
| 2018    | Mr. Sunshine                   | Lee Se-hoon                             |                                   |               |
| 2019    | Item                           | Lee Han-gil                             |                                   |               |
| 2019    | Search: WWW                    | Joo Seung-tae                           | Aparición especial, dos episodios |               |
| 2019    | Designated Survivor: 60 Days   | Kim Dan                                 |                                   |               |
| 2019    | Extraordinary You              | Baek Dae-sung                           |                                   |               |
| 2020    | Romantic Doctor, Teacher Kim 2 | Dr. Do Yoon-wan                         |                                   |               |
| 2020-21 | Awaken                         | Son Min-ho                              |                                   |               |
| 2021    | Freak                          | Han Ki-hwan                             |                                   |               |
| 2022-23 | Cómo desbloquear a mi jefe     | Shim Seung-bo                           |                                   | [ 16 ]        |
| 2023    | Nos vemos en mi 19.ª vida      | Moon Jung-hoon                          |                                   | [ 17 ]        |
| 2024    | El heredero ilegítimo          | Kang Jung-mo                            |                                   | [ 18 ] [ 19 ] |
| 2024    | No hay amor desinteresado      | Bok Ki-ho                               |                                   | [ 20 ]        |

### Películas
| Año  | Título                          | Personaje                                  | Notas                                                                                   |
| ---- | ------------------------------- | ------------------------------------------ | --------------------------------------------------------------------------------------- |
| 2021 | The Eighth Night                | Kim Joon-cheol                             | junto a Lee Sung-min, Park Hae-joon, Nam Da-reum, Kim Yoo-jung y Park Se-hyun           |
| 2020 | The Swordsman                   | Lee Mok-yo                                 |                                                                                         |
| 2020 | Okay! Madam                     | Jefe del Servicio Nacional de Inteligencia |                                                                                         |
| 2019 | No Mercy                        | Park Yeong-choon                           | junto a Lee Si-young, Park Se-wan, Lee Joon-hyuk, Kim Won-hae y Seol Jung-hwan          |
| 2018 | Illang: The Wolf Brigade        | Bak Jeong-gi                               | junto a Gang Dong-won, Han Hyo-joo, Jung Woo-sung, Kim Mu-yeol y Choi Min-ho            |
| 2016 | My New Sassy Girl               | Kim Jeon-moo                               | junto a Cha Tae-hyun, Victoria Song, Bae Seong-woo, Mina Fujii y Song Ok-suk            |
| 2016 | Insane                          | Jang Hyung-sik                             | junto a Kang Ye-won, Lee Sang-yoon, Ji Dae-han, Lee Hak-joo, Choi Yoon-so y Jo Jae-yoon |
| 2015 | Gangnam 1970                    | Park Seung-goo                             | junto a Lee Min-ho, Kim Rae-won, Jung Jin-young, Kim Ji-soo, Seolhyun y Um Hyo-sup      |
| 2014 | Confession (Good Friends)       | Lee Soo                                    | junto a Ji Sung, Ju Ji-hoon, Lee Kwang-soo, Lee Hwi-hyang y Jang Hee-jin                |
| 2014 | The Killer Behind, The Old Man  | El Asesino                                 | (segmento: "Three Charmed Lives")                                                       |
| 2013 | The Terror Live                 | Presentador Lee Sang-jin                   |                                                                                         |
| 2012 | The Thieves                     | Mirón                                      |                                                                                         |
| 2012 | R2B: Return to Base             | Controlador de la sede de la Coalición     |                                                                                         |
| 2011 | Silenced (The Crucible)         | Fiscal                                     | junto a Gong Yoo, Jung Yu-mi, Kim Hyun-soo, Jung En-seo, Kim Ji-y y Um Hyo-sup          |
| 2010 | I Saw the Devil                 | Director de Planeación                     | junto a Lee Byung-hun, Choi Min-sik, Chun Ho-jin, Kim Yoon-seo y Kim In-seo             |
| 2009 | Hoe                             | Mao                                        |                                                                                         |
| 2009 | White Night                     | Kim Shi-hoo                                |                                                                                         |
| 2009 | Jeon Woo-chi: The Taoist Wizard | Líder en Traje                             |                                                                                         |
| 2009 | Vegetarian                      | Director Park                              | junto a Chae Min-seo, Kim Yeo-jin, Tae In-ho, Kim Hyun-sung y Yoon Ji-hye               |
| 2009 | Kiss Me, Kill Me (Kill Me)      | Han Joon-soek                              |                                                                                         |
| 2008 | Sweet Lie                       | Doctor                                     |                                                                                         |
| 2008 | Romantic Island                 | Entrevistador                              |                                                                                         |
| 2008 | Story of Wine                   | Director Dental Choi                       |                                                                                         |
| 2008 | The Good, the Bad, the Weird    | Dueño de la Tienda de Armas                |                                                                                         |
| 2008 | Truck                           | Esposo de Oh Ka-won                        |                                                                                         |
| 2007 | Da Capo                         | Dueño de la Panadería                      |                                                                                         |
| 2007 | If You Were Me - Anima Vision 2 | -                                          |                                                                                         |
| 2007 | Beautiful Sunday                | -                                          |                                                                                         |
| 2007 | My New Partner                  | Fiscal                                     |                                                                                         |
| 2007 | The Mafia, The Salesman         | Director de Planificación                  |                                                                                         |
| 2006 | Seducing Mr. Perfect            | Vicepresidente Maeda                       |                                                                                         |
| 2006 | Bloody Tie                      | Chang-joon                                 |                                                                                         |
| 2005 | Hello, Brother                  | Dr. Na Yeong-soo                           | junto a Bae Jong-ok, Park Won-sang, Park Ji-bin, Seo Dae-han, Jeon Hye-jin y Oh Ji-hye  |
| 2005 | The Aggressives                 | PD. Kim                                    |                                                                                         |
| 2004 | Shin Suk Ki Blues               | Gerente del Café Jazz                      |                                                                                         |
| 1998 | Saturday, 2:00 PM               | Hotelero                                   |                                                                                         |

### Programas de variedades
| Año  | Título                     | Notas                 |
| ---- | -------------------------- | --------------------- |
| 2017 | Live Talk Show Taxi (Taxi) | (ep. #461) - invitado |
| 2016 | Radio Star                 | (ep. #475) - invitado |

### Anuncios
| Año  | Título                | Notas |
| ---- | --------------------- | ----- |
| 2018 | 빙그레 - 바나나맛우유 |       |
| 2016 | 정관장                |       |
| 2007 | 리홈                  |       |
| 2006 | 미래에셋증권          |       |
| 2006 | 대신증권              |       |
| 2005 | 풀무원                |       |
| 2004 | 플레이스테이션 2      |       |
| 2004 | KTF                   |       |